# Starve Acre
Starve Actre è un film del 2023 scritto e diretto da Daniel Kokotajlo.
La pellicola è l'adattamento cinematografico del romanzo La voce della quercia di Andrew Michael Hurley.

## Trama
L'archeologo Richard ritorna a Starve Acre, la tenuta di famiglia, insieme alla moglie Juliette. Mentre Richard indaga sul folclore locale, la coppia comincia a sperimentare fenomeni soprannaturali legati a un'antica quercia e all'improvvisa morte del figlio Owen.

## Produzione
Nel gennaio 2022 è stato annunciato che Matt Smith e Morfydd Clark avrebbero recitato in un film scritto e diretto da Daniek Kokotajlo e tratto da un romanzo di Hurley. Le riprese si sono svolte nello Yorkshire durante la primavera seguente.

## Promozione
Il primo trailer del film è stato diffuso il 5 giugno 2024.

## Distribuzione
Il film è stato presentato in anteprima mondiale il 12 ottobre 2023 al BFI London Film Festival.

## Accoglienza
L'aggregatore di recensioni Rotten Tomatoes riporta un indice di gradimento pari al 90%.